# Qarqaraly

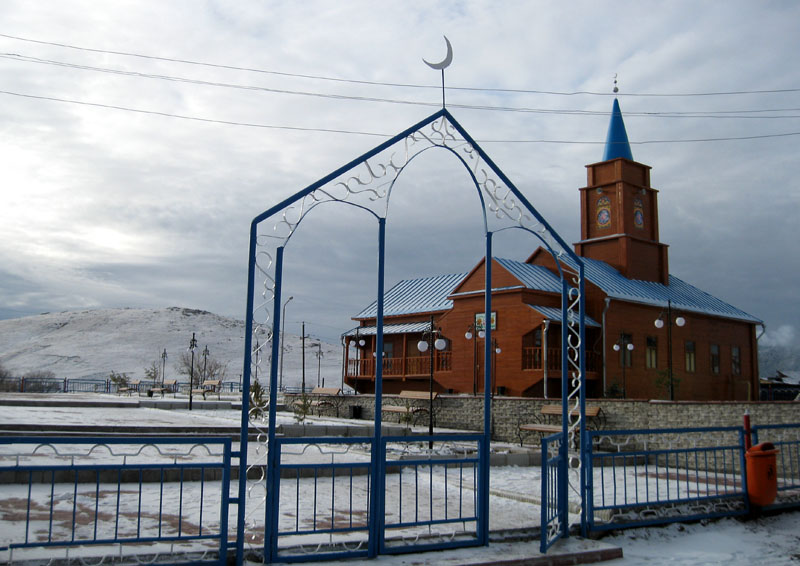
Kunabajew-Moschee

Qarqaraly (kasachisch Қарқаралы; russisch Каркаралинск Karkaralinsk, auch Karkaraly) ist eine Stadt in Zentralkasachstan mit 8960 Einwohnern (1. Januar 2025) im Osten des Gebietes Qaraghandy.
Die Stadt ist Sitz des gleichnamigen Distrikts.

## Lage
Qarqaraly liegt in 220 km Entfernung östlich der Gebietshauptstadt Qaraghandy an der Fernstraße A20.
Die nächste Siedlung im Osten heißt Burkutty.
Die Stadt liegt unmittelbar im Osten des 1998 gegründeten Qarqaraly-Nationalparks.

## Geschichte
Die Stadt wurde 1824 als eine kosakische Staniza gegründet. Sie liegt am Fuße des Bergmassivs Karkaraly.
Am 11. August 1962 landete bei der nahen Siedlung Atassu der Kosmonaut Andrijan Nikolajew mit dem Raumschiff Wostok 3.

## Bevölkerung
| Einwohnerentwicklung | Einwohnerentwicklung | Einwohnerentwicklung | Einwohnerentwicklung | Einwohnerentwicklung | Einwohnerentwicklung | Einwohnerentwicklung | Einwohnerentwicklung |
| 1897                 | 1939                 | 1959                 | 1970                 | 1979                 | 1989                 | 1999                 | 2009                 |
| -------------------- | -------------------- | -------------------- | -------------------- | -------------------- | -------------------- | -------------------- | -------------------- |
| 4.451                | 4.530                | 6.874                | 8.641                | 11.748               | 11.224               | 8.773                | 9.212                |

## Söhne und Töchter der Stadt
- Serik Äbdenow (* 1977), Politiker und Manager
- Jerlan Ydyryssow (* 1959), Politiker und Diplomat